# Linda Simonis
Linda Simonis (* 26. März 1965 in Köln) ist eine deutsche Literaturwissenschaftlerin.

## Leben
Nach dem Abitur 1984 (Königin-Luise-Gymnasium in Köln) und dem Studium (1984–1993) der Germanistik, Anglistik, Pädagogik und Philosophie an der Universität zu Köln erwarb sie 1993 den Magister an der Universität Köln und 1995 die Promotion an der Philosophischen Fakultät der Universität Köln (Hauptfach: Germanistik). Nach der Habilitation 2000 an der Philosophischen Fakultät der Universität Köln war sie dort als Privatdozentin tätig. Seit 2004 ist sie Professorin für Allgemeine und Vergleichende Literaturwissenschaft an der Ruhr-Universität Bochum.
Ihre Forschungsschwerpunkte sind Literatur- und Kulturkritik, literarische Mythenrezeption, Performanz und Politik in Drama und Oper der Frühen Neuzeit, Poetiken der Globalität, Geheimnis und Geheimschriften, Poetik und Medialität der Inschrift, das Apokryphe in Wissen und Literatur und Formen literarischer Poiesis.

## Schriften (Auswahl)
- Genetisches Prinzip. Zur Struktur der Kulturgeschichte bei Jacob Burckhardt, Georg Lukács, Ernst Robert Curtius und Walter Benjamin. Tübingen 1998, ISBN 3-484-63018-3.
- Die Kunst des Geheimen. Esoterische Kommunikation und ästhetische Darstellung im 18. Jahrhundert. Heidelberg 2002, ISBN 3-8253-1284-4.